# Reškovci
Reškovci falu Horvátországban Belovár-Bilogora megyében. Közigazgatásilag Kapelához tartozik.

## Fekvése
Belovártól légvonalban 11, közúton 13 km-re északra, községközpontjától légvonalban 3, közúton 5 km-re nyugatra, Lalići és Prnjavor között, a Vukavica és Svinčina-patakok völgye feletti magaslaton fekszik.

## Története
A falu helyén 1775-ben az első katonai felmérés térképén a „Volien” nevű szőlőhegy állt. A térkép ekkor még csak néhány épületet jelez itt. Faluként csak a 19. század közepén „Reškovac” néven tűnik fel először. 1890-ben 30, 1910-ben 54 lakosa volt. Az 1910-es népszámlálás szerint teljes lakossága szerb anyanyelvű volt. 1918-ban az új szerb-horvát-szlovén állam, majd később Jugoszlávia része lett. 1941 és 1945 között a németbarát Független Horvát Államhoz, majd a háború után a szocialista Jugoszláviához tartozott. A háború után a fiatalok elvándorlása miatt lakossága folyamatosan csökkent. 1991-től a független Horvátország része. 1991-ben lakosságának 84%-a horvát, 9%-a jugoszláv, 7%-a szerb nemzetiségű volt. 2011-ben a településnek 34 lakosa volt.

## Lakossága
| Lakosság változása | Lakosság változása | Lakosság változása | Lakosság változása | Lakosság változása | Lakosság változása | Lakosság változása | Lakosság változása | Lakosság változása | Lakosság változása | Lakosság változása | Lakosság változása | Lakosság változása | Lakosság változása | Lakosság változása | Lakosság változása |
| ------------------ | ------------------ | ------------------ | ------------------ | ------------------ | ------------------ | ------------------ | ------------------ | ------------------ | ------------------ | ------------------ | ------------------ | ------------------ | ------------------ | ------------------ | ------------------ |
| 1857               | 1869               | 1880               | 1890               | 1900               | 1910               | 1921               | 1931               | 1948               | 1953               | 1961               | 1971               | 1981               | 1991               | 2001               | 2011               |
| 0                  | 0                  | 0                  | 30                 | 55                 | 54                 | 49                 | 81                 | 69                 | 72                 | 56                 | 59                 | 52                 | 44                 | 45                 | 34                 |